# میتسوهیرو میهارا
میتسوهیرو میهارا (انگلیسی: Mitsuhiro Mihara؛ زادهٔ ۱ ژانویهٔ ۱۹۶۴) کارگردان فیلم، و فیلم‌نامه‌نویس اهل ژاپن است.